# لوئیز کارلوس ناسیمنتو جونیور
لوئیز کارلوس ناسیمنتو جونیور (به پرتغالی: Luiz Carlos Nascimento Júnior) مدافع، مدافع اهل برزیل است که در شهر Vargem Alta (اسپیریتو سانتو) و در تاریخ ۳ ژانویهٔ ۱۹۸۷ به دنیا آمده‌است.
لوئیز کارلوس ناسیمنتو جونیور در تیم‌های فوتبال کروزیرو سابقهٔ حضور دارد.